# Liu Cheng-chieh
Liu Cheng-chieh (* 9. Februar 1994) ist ein taiwanischer Poolbillardspieler.

## Karriere
Im Mai 2011 erreichte Liu das Sechzehntelfinale der 10-Ball-Weltmeisterschaft, unterlag in diesem jedoch dem späteren Finalisten Fu Jianbo mit 3:9. Einen Monat später schied er bei der 9-Ball-WM sieglos in der Vorrunde aus.
Im November 2012 wurde Liu Fünfter bei den All Japan Open, wenige Wochen später wurde er durch einen 9:5-Finalsieg gegen den Deutschen Tobias Bongers Junioren-Weltmeister.
Bei der 9-Ball-WM 2014 erreichte Liu zum zweiten Mal die Finalrunde einer Weltmeisterschaft, verlor aber bereits in der Runde der letzten 64 gegen Raymund Faraon.
Nachdem Liu bei der 10-Ball-WM 2015 in der Vorrunde ausgeschieden war, schaffte er es bei der 9-Ball-WM 2015 in die Runde der letzten 32, in der er dem Polen Wojciech Szewczyk mit 8:11 unterlag.

## Erfolge
| Junioren-Weltmeister: | 2012 |